# Katarina Zubčić
Katarina Zubčić (rođena Turčinović, Pula, 16. kolovoza 1989.) hrvatska je sportašica i rekorderka u ronjenu na dah.

### Ronilačka karijera
Nakon 16 godina treniranja plivanja, počela je trenirati ronjenje na dah nakon što je na Kineziološkom fakultetu na izbornom predmetu „Ronjenje na dah“ pokazala izvanredne ronilačke sposobnosti. Na prvom državnom natjecanju održanom u Zagrebu izborila je nastup za Hrvatsku ronilačku reprezentaciju.

Katarina na svom prvom CMAS-ovom Confédération Mondiale des Activités Subaquatiques Europskom prvenstvu održanom u Turskoj Antaliyi (29. listopada - 4. studenog 2012.) osvaja srebrnu medalju u disciplini dinamika s perajama s preronjenih 200 m. U disciplini statika zauzima 4. mjesto sa zadržavanjem daha od 5:58 min.
Na državnom prvenstvu Hrvatske održanom 1. lipnja 2013. u Zagrebu, Katarina je preronila 216,90 m što je bilo više od tadašnjeg CMAS-ovog svjetskog rekorda koji je tada iznosio 215,59 m.
Na svjetskom prvenstvu po AIDA International federaciji održanom u Beogradu (21. – 30.6.2013.), Katarina je osvojila srebro u disciplini dinamika bez peraja preronivši 175 m što je u tom trenutku bilo 12 m više od starog svjetskog rekorda. U dinamici s perajama preronila je 212 m i zauzela 3. mjesto.
Na II CMAS Confédération Mondiale des Activités Subaquatiques svjetskim igrama u Kazanu (3. – 10.8.2013.) osvojila je 3. mjesto u disciplini dinamika bez peraja preronivsi 156 m, dok je u statici i dinamici s perajama zauzela 5. mjesto.
Na 9. Submania Apnea Cupu održanom u Zagrebu 15-16.11.2013. postavlja novi svjetski rekord po CMAS Confédération Mondiale des Activités Subaquatiques pravilima u disciplini dinamika bez peraja preronivši 175 m.

## Svjetski rekordi
| Disciplina | Federacija | Rezultat | Datum i mjesto      |
| ---------- | ---------- | -------- | ------------------- |
| DNF        | AIDA       | 175m     | 2013-06-27, Beograd |
| DNF (25m)  | CMAS       | 175m     | 2013-11-15, Zagreb  |

## Lista medalja sa svjetskih prvenstava
| Federacija | zlato | srebro | bronca | Svjetski rekord |
| ---------- | ----- | ------ | ------ | --------------- |
| AIDA       | 0     | 1      | 1      | 1               |
| CMAS       | 0     | 0      | 1      | 0               |

## Europska prvenstva
| Federacija | zlato | srebro | bronca | Svjetski rekord |
| ---------- | ----- | ------ | ------ | --------------- |
| CMAS       | 0     | 1      | 0      | 0               |

## Osobni rekordi
| Disciplina | Disciplina | Rezultat | Organizacija |
| ---------- | ---------- | -------- | ------------ |
|            |            |          |              |
| Vrijeme    | STA        | 5:55min  | AIDA         |
| Vrijeme    | STA        | 5:58min  | CMAS         |
|            |            |          |              |
| Daljina    | DNF        | 175m     | AIDA         |
| Daljina    | DNF (25m)  | 175m WR  | CMAS         |
| Daljina    | DYN        | 218m     | AIDA         |
| Daljina    | DYN        | 216.9m   | CMAS         |

## Vanjske poveznice
- Svjetski rekord - DYN
- Statika - zadržavanje daha u mirovanju